# 交通警備
交通警備（こうつうけいび）および交通誘導（こうつうゆうどう）とは、民間警備会社による警備業務。正式には交通誘導警備といい、警備業法第二条第二号に規定されている業務の為、雑踏警備とともに二号警備または二号業務とも言われる。

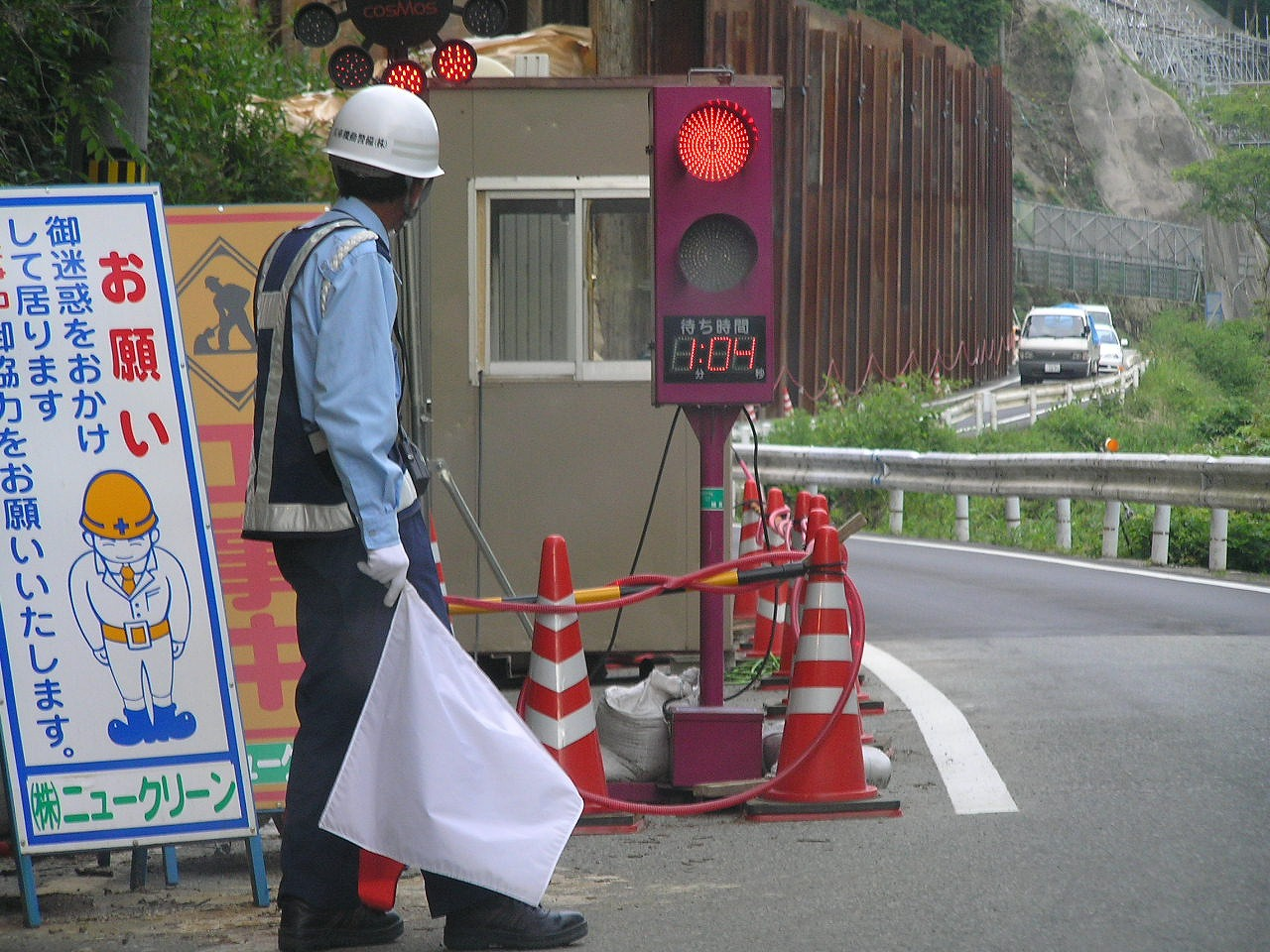
交通誘導警備を行っている警備員

交通警備に従事する警備員を交通誘導員あるいは単に誘導員とも呼び、交通に支障がある箇所、特に車道や歩道をふさぐ工事現場やイベント開催時等で自動車や歩行者の誘導を行う。
交通誘導員の行う「交通誘導」はあくまでも相手の任意的協力に基づくものであり、警察官や交通巡視員の行う「交通整理」と違って法的強制力は無い。

## 交通誘導警備の意義
交通警備とは公道上または、公道に接続されている私有地やその接続部分に於いて、車両の円滑な進行と迷惑の軽減を促すため、警備員が協力を計画し、以って実際的に交通事故防止・交通の円滑な流れを促す事を目的として他者に任意の協力を求める業務の事である。
道路工事等で警備員が居るが大抵は交通警備の為に配置されている。又、高速道路工事等で黄色の服を着て巨大な蛍光色の手旗を振って車線減少を教えてくれる人も警備員で交通警備業務を行っている。
警察官等の行う交通整理と違い法律的に特別な権限は無い。

## 警備業務に於ける原則
交通警備は、他の進行車両に対して任意の協力を求める事が主たる業務である。進行車両に対しては、危険を知らせ協力を求めるが、協力が得られなかった場合の受傷事故に十二分に留意しなくてはならない。警備員は前述の警備業法に規定されている通り特別な権限は有していないが、こうした原則を理解して居ない警備員による「交通整理類似行為」により、交通が乱される場合もあり、警備員は十二分に自分の裁量権を自認しなくてはならない。

## 主な警備様態

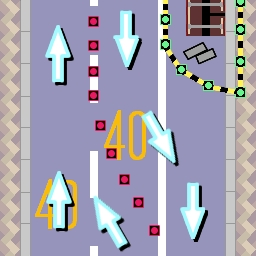
中央線変移の略図。右車線上方で工事中、赤い四角は仮設の中央線たるカラーコーンを、矢印は車の流れを表す。

- 片側一車線規制

対面2車線（片側1車線）の道路で片方の車線が道路工事等により使用不可能な場合、工事区間で一車線規制を行い、進行車両を交互に進行させる（片側交互通行）。
- 車線減少規制

対面3車線（右折車線のある交差点付近を含む）および片側2車線以上の道路で、1つ以上の車線が道路工事等により使用不能であるが通行車両の対面通行が可能な場合、両方向の車線を確保した上で工事区間車線規制を行う。規制内容により、中央線を対向車線に張り出して誘導する場合もある（中央線変移）。
- 通行止め迂回案内

道路工事等で車道が使用不可能な場合、通行止めの提示と迂回路の案内や誘導を行う。
- 歩行者誘導

道路工事等で歩道が使用不可能な場合、歩行者を仮歩道などの適切な通路に誘導する。

## 誘導方法
通常昼間は、赤色と白色（地域によっては緑色・青色などの場合もある）の手旗（鉄道駅に於いて駅員が使用する手旗と同じようなもの）に依って誘導するが、雨の日や夜間は視認性等の問題から、誘導棒や誘導灯（フリッカー）と呼ばれるLEDライトが内蔵されていた自光式の赤色（通常は赤色だが、高速道路や幹線道路では青色や黄色のものを使う場合がある）の丸棒を使用する。警備員は協力を求めたい車両に対し、左手（赤旗）を垂直に掲げ、左耳横で左腕（赤旗）を左右に15cm幅で2～3秒程度振り、車両に停止予告を行う。減速等の協力行為が見られた場合、停止の合図を送る。車両が停止してくれた場合はその協力に対し、敬意を表明するためお辞儀や会釈などをする事が望ましい。

### 交通誘導システム
省力化のための新たな交通誘導システムも開発されている。これには例えば以下がある：
- ALSOK交通誘導システム（ALSOK）[1]
- KB-eye for 交通誘導警備（KB-eye株式会社）[2]

## 交通誘導警備を行う際の装備
- 制帽（工事現場などでは保護帽（ヘルメット）を用いる）
- 反射チョッキ（安全ベスト・ポリスチョッキ・夜光ベスト・ハイウェイチョッキと呼ばれることもある。反射素材をメッシュ生地のベストに縫い付けた物が主流であるが、コートやジャケットに直接反射素材が縫い付けられている物もある。またLEDを内蔵する物もある）
- 手旗又は誘導棒
- トランシーバー
- 警笛
- 安全靴（受傷回避の為）
- 交通腕章
- 雨具

## 対象となる工事等の種類

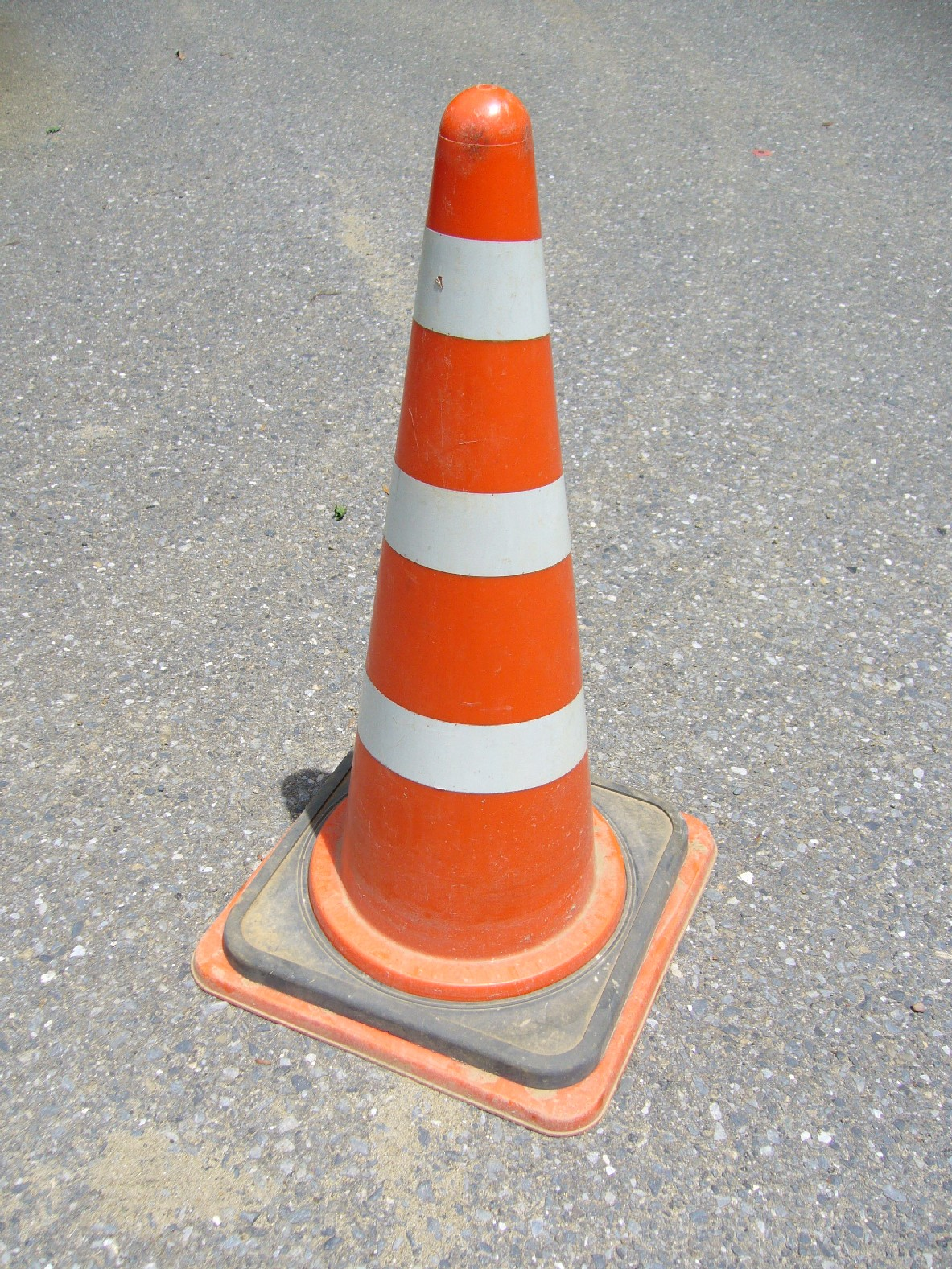
ロードコーンの位置も業務を円滑に遂行する上で重要な要素である

交通誘導員が配置される現場の工事・作業は多種にわたるが、おもに道路交通法第77条第一号に該当する工事・作業が中心となる。
大まかに分けると、舗装・排水溝など道路自体の工事、配管・共同溝など道路に埋設されるライフラインの工事、信号機・ガードレールなど交通安全施設の工事、その他道路の一部を占有して行う工事・作業（のり面工事、案内板設置工事、除草作業など）が挙げられる。
交通誘導員はそれぞれの現場に即した業務を行うのはもちろん、現場の安全施設にも気を配っている。もし矢印板があらぬ方向を向いていたり、回転灯が消えていたりすると、誘導業務の妨げとなるからである。

## 現場の実態

### 合図
- 交通信号機の赤色灯火（赤信号）を無視し車両を進行させることは、道路交通法違法幇助となる。
  - 同様の状況により、警備員の誘導に従って車輌を進行させた場合、車輌の運転手は道路交通法違反（赤色信号灯火無視）により、行政処分の対象となる。
- 事前に所轄警察署と協議の上で定められた規制時間内のみ信号の灯火を黄色の点滅（＝左右からの進入車両に注意せよ）に変更したり、規制時間中のみ一時停止標識に袋などを被せ標識の効力を無くすことは可能（一瞥して明確に視認できない標識は無効）。

### 勤務状況
- 従事者の大半は警備会社に所属するアルバイトか契約社員であることが多い。警備会社が建設会社やイベント会社から仕事を請け、当日、個別に現地へ派遣されることとなる（警備業務は人材派遣業とは異なる。労働者派遣事業の業者が本業務を行なうことは許されない）。
  - 警備員の業務内容に関する指示・命令は、警備員の所属する警備会社より行われなくてはならず、契約先より指示を受けることは、原則として好ましくないとされている。しかし、現実的には、現場において契約先より指示を受けて業務を行っていることが多い。
  - 契約先より直接的に指示・命令を受けて業務を行うことは、場合によっては労働者派遣事業にあたるため、労働者派遣法違反となる場合がある。同法違反により、罰金刑を受けている警備業者も少なからずある。形式的であろうが回り道であろうが、発注元→警備会社担当者→現場の従事者、で指示が下されなければならない。
- 現在の日本の警備員のおよそ4割が交通警備に従事する警備員であるとの報告がある反面、他の種類の業務に従事する警備員と比較して労働条件がよいとは言い難く、非正規職員であるアルバイトが業務を行うことも多い。これが交通警備に従事する警備員の資質向上を計ることが困難な理由のひとつであり、職業への定着率の低さや労働意欲低下の一因であるとの指摘もなされている[3]。
- 「警察官に似た格好」であるので「警察官の業務に似た職業」に違いない、という一般の誤解から、落とし物を届けられるなどの警察官の業務に属する願い事をされること、または新人警備員が警察官のように振る舞う事例が全国的に広く存在し、法定教育として定められた新任教育や年2回の現任教育で講師から必ず注意される。
  - 警備会社で最初に受ける新任教育の際、研修ビデオとして紹介される役者の演技による例として「落とし物（拾得物）を受け取ったものの、（勤務終了まで現場を離れられない理由から）届け出ないことで遺失物等横領罪に問われ、誘導員が処罰された」といった映像題材が入っている。拾得物の一時預かりは完全に警備員の権限外であるが、この種のトラブルが後を絶たないため必修内容となっている。
- 交通誘導に従事し最前線で誘導業務を行う職業であり、警察官と比較して年間で数十倍から数百倍の時間の誘導業務を行うため、「自分らは交通誘導のプロである」という自認と誇りを持つ警備員は少なくない（警察官は交通安全週間や交通事故現場でのみ、自らは安全な場所に身を置いて進行・停止の指示を行なうだけである。加えて警備員の合図に強制力はないが、警察官は合図に「警察官現場指示違反」で反則告知の要件となる保護を受けている）。

## 関係した国家資格
- 警備業務検定

警備業法に定められた警備員の国家資格。このうち交通誘導に関する資格は、交通誘導警備業務検定といい、1級及び2級がある。警備員になるための必須資格ではないが、現場によっては警備業法第18条により有資格者が配置されなければならない場所もある（配置基準）。配置基準場所に関しては、国家公安委員会規則及び各都道府県公安委員会規則により定められている（資格者配置路線）。
- なお2005年11月21日施行の改正警備業法により、これ以前の交付日の合格証明書は効力を失効し再取得が必要となった[4]。